# Euryneura pygmaea
Euryneura pygmaea är en tvåvingeart som först beskrevs av Luigi Bellardi 1862.  Euryneura pygmaea ingår i släktet Euryneura och familjen vapenflugor. Inga underarter finns listade i Catalogue of Life.